# Pures Leben – Mitten in Deutschland
Pures Leben – Mitten in Deutschland war eine deutsche Pseudo-Doku des deutschen Privatfernsehsenders Sat.1.

## Handlung
Die Pseudo-Doku zeigt Menschen, deren außergewöhnliche (frei erfundene) Geschichten in den Reportagen erzählt werden soll. Inhaltlich orientiert sich es an den Vorbildern Mitten im Leben und We Are Family.

## Produktion und Ausstrahlung
Ende Januar 2009 entschied sich Sat.1 aufgrund schlechter Quoten, auf die Wiederholungen von Schmetterlinge im Bauch und Anna und die Liebe am Vormittag zu verzichten, und man griff auf die schon im Juni 2008 produzierte Scripted Reality zurück.
Pures Leben – Mitten in Deutschland wurde auf dem 10-Uhr-Sendeplatz ausgestrahlt. Nach unzureichenden Quoten gab der Sender am 29. Oktober bekannt, dass er ab 16. November mit Folge 181 auf die weitere Ausstrahlung der Sendung verzichte. Da allerdings keine optimale Lösung für den Sendeplatz gefunden werden konnte, ließ Sat.1 am 17. Dezember 2009 verlauten, dass ab 10. Januar 2010 wieder alte Folgen auf dem 10 Uhr-Sendeplatz gezeigt werden. Da allerdings auch diese Programmumstellung nicht den erhofften Quotenaufschwung brauchte, wurde die Ausstrahlung der Serie am 9. März 2010 erneut eingestellt.
Am 15. Februar 2012 wurde bekannt gegeben, dass alte Folgen, auf die Hälfte gekürzt, ab dem 20. Februar 2012 auf dem 17:30-Uhr-Sendeplatz ausgestrahlt werden. Da in Hamburg, Schleswig-Holstein, Niedersachsen, Bremen, Rheinland-Pfalz, Hessen, Bayern und Nordrhein-Westfalen zu dieser Zeit das Regionalprogramm 17:30 live ausgestrahlt wird, war die Serie in diesen Bundesländern nicht zu sehen. Nach passablem Erfolg wurde die Sendung um 18 Uhr ausgestrahlt. Dort wiederum wurde die Erwartung von Sat.1 nicht erfüllt und Pures Leben – Mitten in Deutschland durch Nachbar gegen Nachbar und Land sucht Liebe mit anfangs überzeugendem Erfolg ersetzt.
Am 5. März 2013 gab Sat.1 bekannt, dass die Sendung ab dem 11. März 2013 mit neuen Folgen und mit einer Länge von 60 Minuten (brutto) ausgestrahlt wird.
Am 2. April 2013 dann gab Sat.1 bekannt, dass die Sendung ab dem 8. April 2013 aufgrund schlechter Quoten eingestellt wird. Die Sendung Helft mir! Letzte Rettung Jugendamt übernahm den Sendeplatz.

### Einschaltquoten
Beim Gesamtpublikum startete am 2. März 2009 die erste Folge von Pures Leben mit 450.000 Zuschauern, was 10,4 Prozent Marktanteil entspricht, und in der Zielgruppe der 14- bis 49-Jährigen hatte man 12,4 Prozent Marktanteil. Die Quoten lagen über dem Schnitt von Sat.1. Nach einiger Zeit brachen die Einschaltquoten ein. Doch am 5. November 2009 gab es einen neuen Quotenrekord, denn beim Gesamtpublikum am 5. November 2009 gab es 720.000 Zuschauer, was 16,3 Prozent Marktanteil entspricht, und in der Zielgruppe der 14- bis 49-Jährigen hatte man starke 19,7 Prozent Marktanteil. Im Schnitt kam Sat.1 mit der ersten Staffel auf rund zehn Prozent Marktanteil.
Beim Gesamtpublikum startete die erste Folge der Wiederholung am 20. Februar 2012 von Pures Leben mit 2,18 Millionen Zuschauern, was 12,2 Prozent Marktanteil entspricht, und in der Zielgruppe der 14- bis 49-Jährigen mit 570.000 Zuschauern, was 9,8 Prozent Marktanteil entspricht.